# Hiroshi Izumi
Hiroshi Izumi, född den 22 juni 1982 i Oma, Japan, är en japansk judoutövare.
Han tog OS-silver i herrarnas mellanvikt i samband med de olympiska judotävlingarna 2004 i Aten.